# Ibrahim al-Helwah
Ibrahim al-Helwah (arabisch إبراهيم الحلوة, DMG Ibrāhīm al-Ḥalwa; * 18. August 1972) ist ein ehemaliger saudi-arabischer Fußballtorhüter.

## Karriere

### Klub
Er spielte gesichert von der Saison 1993/94 bis zur Saison 1994/95 bei al-Riyadh.

### Nationalmannschaft
Er stand ohne Einsatz im Kader der saudi-arabische Nationalmannschaft bei der Weltmeisterschaft 1994. Im Oktober 1994 kam er bei den Asienspielen 1994 zu seinen vier Einsätze im Trikot der Nationalmannschaft. Der erste war ein 4:2-Sieg über Thailand.